# خلية لانغرهانس

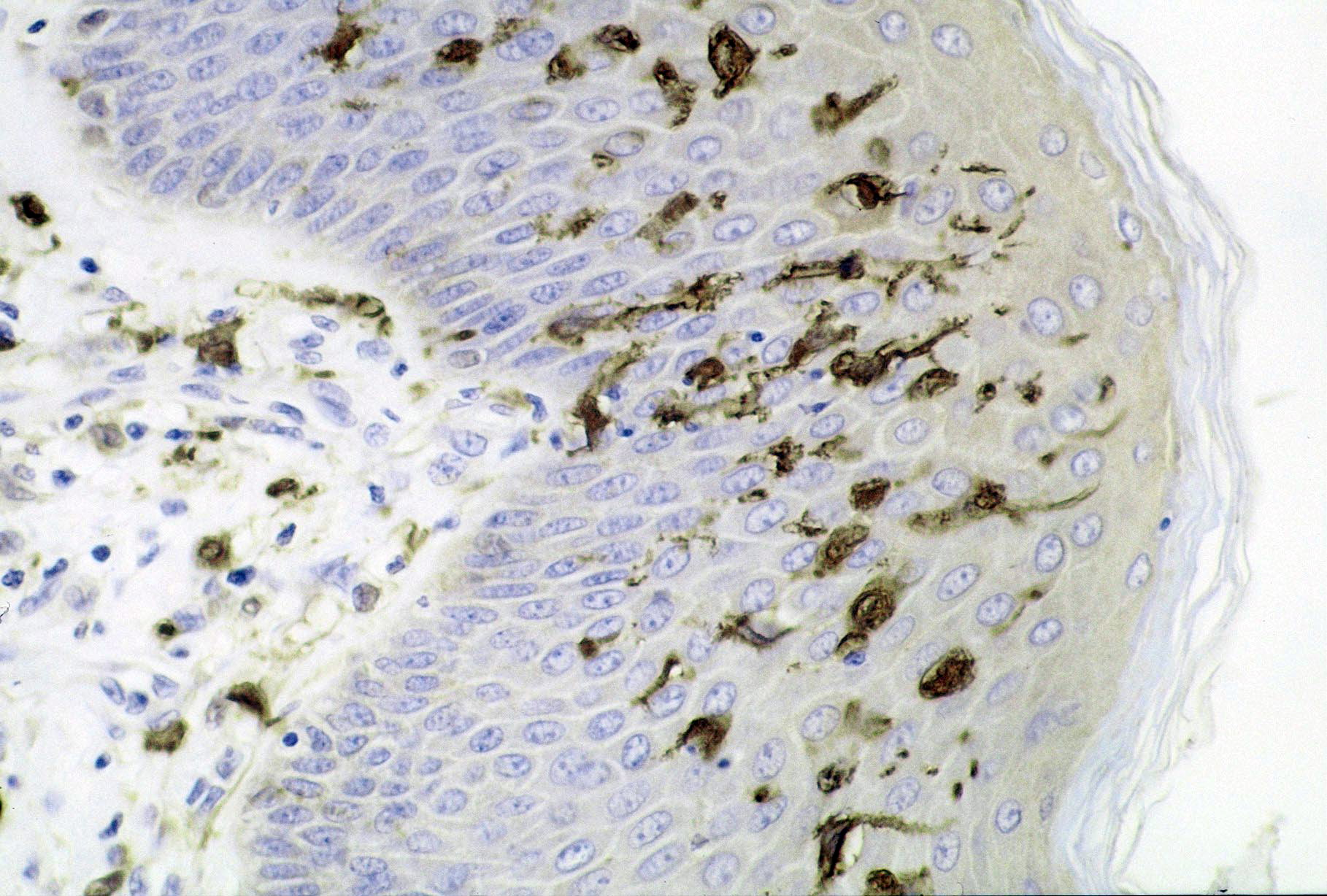
قطاع في الجلد يظهر أعداد كبيرة لخلايا لانغرهانس

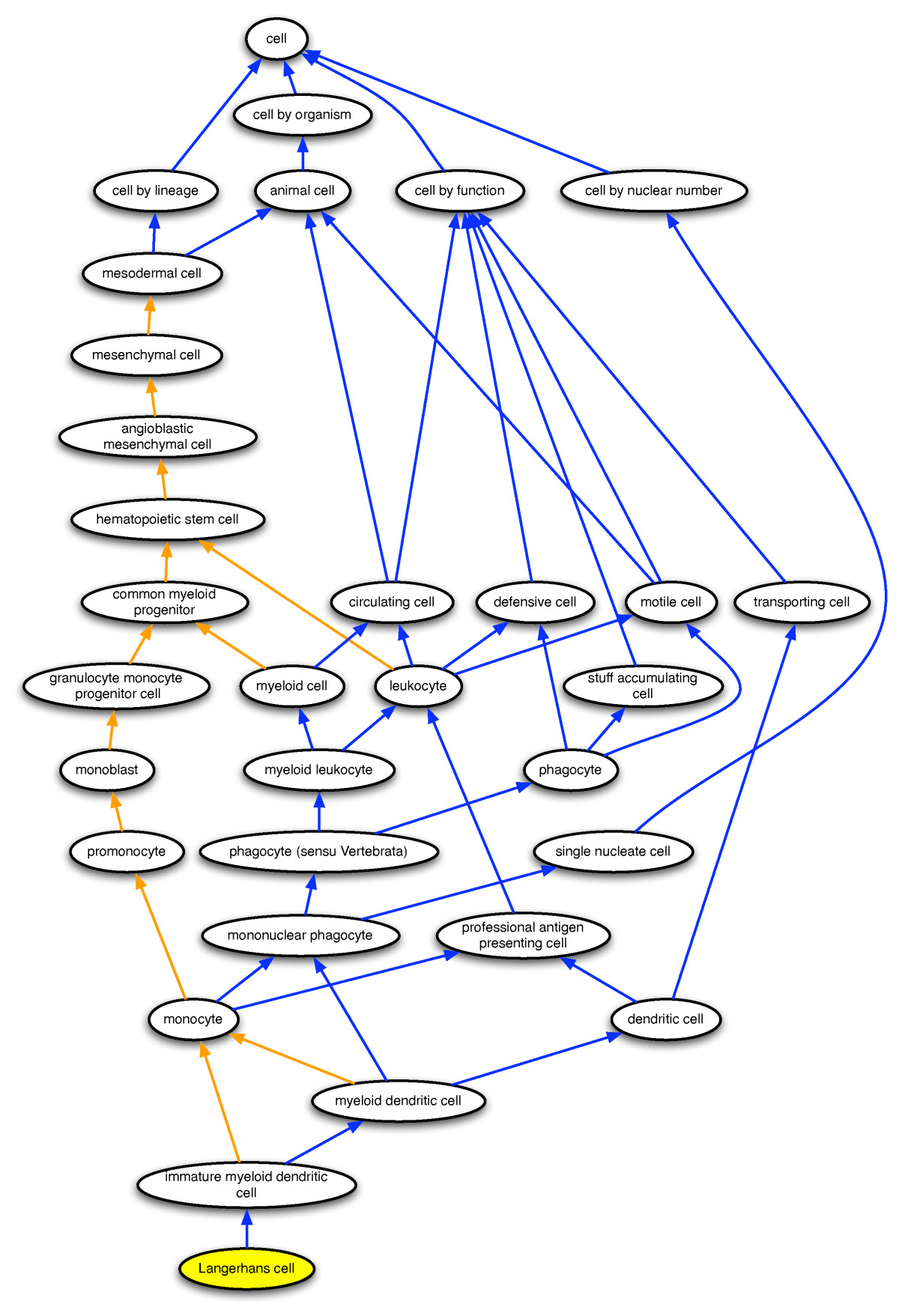
The representation of Langerhans cells in the Cell Ontology. A portion of the Cell Ontology is shown with ovals corresponding to cell types defined in the ontology and arrows corresponding to relations between those cell types. From Masci et al., 2009.

خلايا لانغرهانس هي خلايا تغصنية  من البشرة، تحتوي على حبيبات كبيرة تسمى حبيبات بيربك. وهي أيضا موجودة في العقد الليمفاوية وغيرها من الأعضاء الأخرى، بما في ذلك الطبقة الشائكة البشروية. ويمكن العثور عليها في أماكن أخرى، خاصة في التجمعات النسيجية.

## تاريخ الخلية
خلايا لانغرهانس سميت باسم الطبيب الألماني باول لانغرهانس الذي اكتشف الخلايا في سن 21 سنة عندما كان طالباً في كلية الطب. وبسبب طبيعتها التغصنية فإن باول قد عرفها خطأً بأنها جزء من الجهاز العصبي.

## الوظائف
في اصابات والتهابات الجلد تقوم خلايا لانغرهانس بحمل المضادات الجرثومية لتصبح مستضد  لحماية الجسم.
لانجيرين هو البروتين الموجود خلايا لانغرهانس، وكذلك أنواع أخرى من الخلايا التغصنية.

## أهمية سريرية

### مرضكثرة المنسجات لخلايا جزر لانغرهانس
في هذا المرض النادر يتم إنتاج كمية فائضة عن الحاجة من هذه الخلايا. وهذا يمكن أن يسبب تلف الجلد والعظام والأجهزة الأخرى.

### فيروس نقص المناعة البشرية ( الإيدز )
خلايا لانغرهانس قد تكون أول الأهداف في الاتصال الجنسي لفيروس نقص المناعة البشرية،. ولوحظت في القلفة، المهبل والغشاء المخاطي الشفوي للبشر.

## وصلات خارجية
- التوضيح في trinity.edu
- & صفحة = حبيبات بيربك GR_AG في djo.harvard.edu نسخة محفوظة 29 أكتوبر 2021 على موقع واي باك مشين.
- Langerhans+Cells في المكتبة الوطنية الأمريكية للطب نظام فهرسة المواضيع الطبية (MeSH).

صلة مع موقع امراض كثرة المنسجات